# Phakwe
Phakwe är ett periodiskt vattendrag i Botswana.   Det ligger i distriktet Central, i den östra delen av landet, 400 km nordost om huvudstaden Gaborone.
Omgivningarna runt Phakwe är huvudsakligen savann. Runt Phakwe är det mycket glesbefolkat, med 6 invånare per kvadratkilometer.